# Cilindro de Nabonido

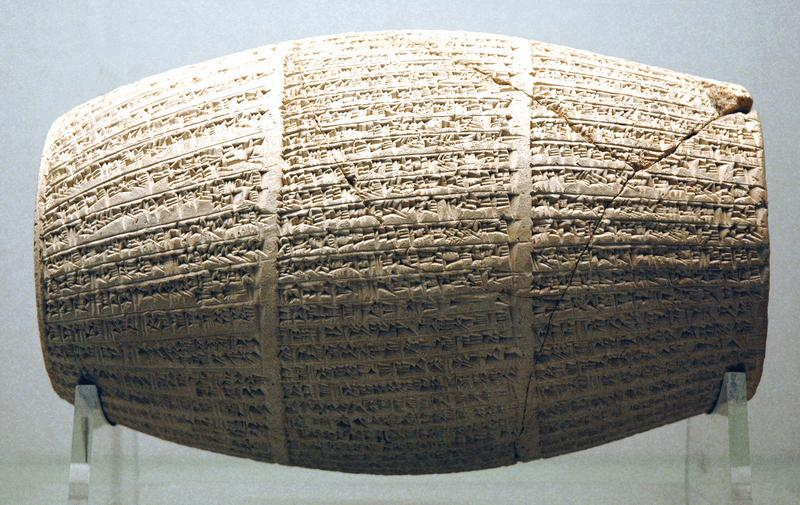
Cilindro de Nabonido

O Cilindro de Nabonido é um artefato arqueológico. Trata-se de um cilindro de argila do rei Ciro II, conquistador de Império Neobabilônico. Foi encontrado no Templo de Samas em Sipar, perto de Bagdá. A conquista de Ciro é descrita na Crônica de Nabonido. Em escrita cuneiforme, na Língua acádia, encontra-se o nome de Belsazar como o filho de Nabonido, último rei da Babilônia. O Livro de Daniel capítulos 5, 7, e 8 menciona Belsazar como um rei conhecido; nota-se também que Belsazar oferece o terceiro lugar em seu reino como um grande prêmio.
Trata-se de um longo texto onde o rei Nabonido da Babilônia, (556 a.C. - 539 a.C.) descreve como reparou três templos em Harã e Sipar.

## Literatura
- Paul-Alain Beaulieu, The Reign of Nabonidus, Rei de Babilónia 556-539 B.C. (1989) (em inglês)